# حزب الاصلاحات الشعبي
حزب الاصلاحات الشعبي (بالفارسية: حزب مردمی اصلاحات) هو حزب سياسي في إيران.
يقوده رجل الدين محمد زاري فوماني، الذي أقاله مهدي كروبي من حملته الرئاسية عام 2009  ولم يدعم الحركة الخضراء الإيرانية.
وأصدر الحزب بيانا عام 2013 وأيد ترشيح أكبر هاشمي رفسنجاني لمنصب الرئاسة.

## روابط خارجية
- الموقع الرسمي لفرع مازندران